# 수소화 폴로늄
수소화 폴로늄(Polonium hydride)은 화학식 PoH2을 갖는 화합물이다. 상온에서 액체이며, 물 다음으로 이러한 성질을 갖는 두 번째 칼코젠화 수소이다. 화학적으로 매우 불안정하며 원소 폴로늄과 수소로 분해되는 경향이 있다. 이는 휘발성이 있고 매우 불안정한 화합물로, 이로부터 많은 폴로늄화물이 파생될 수 있다. 게다가 방사성이다.